# Los Freddy's
Los Freddy's es un grupo mexicano de rock and roll y balada, surgido a mediados de 1962 hasta 2025. Son originarios del barrio de San Andrés, Guadalajara, Jalisco. 
Iniciaron grabando adaptaciones de canciones de Rock & Roll, y tiempo después, grabaron sus propios discos en Tijuana, Baja California. 
Son considerados precursores de la onda grupera en México, por temas como «Si acaso vuelves». Algunos de sus mayores éxitos son las baladas «Déjenme llorar» y «Aunque me hagas llorar», ambas lanzadas a principios de la década de 1970. Actualmente, la banda continúa siendo activa.

## Historia
En la colonia Alemán, en Tijuana, Baja California (México) cinco jóvenes estudiantes unieron sus talentos para formar un grupo musical "The Freddy's Boys": José Luis Tapia Coronado (guitarrista), su hermano Fernando Tapia Coronado (bajista), Arturo Cisneros (vocalista), Artemio Chávez (requinista) y Valentín Terrones (baterista).
El nombre surgió porque José Luis, Valentín y otros tres amigos, salían a conocer muchachas y, al presentarse, cada uno decía llamarse "Freddy" (lo cual fue una ocurrencia de Valentín), de modo que las muchachas se referían a ellos como "Los Freddy's".
Los primeros ensayos fueron en su barrio de origen, San Andrés, ubicado en los límites del sector Reforma y el sector Libertad, al oriente de la ciudad de Guadalajara, Jalisco. A los seis meses (principios de 1963), el grupo fue invitado a probar suerte en Tijuana, Baja California, pero Ricardo Valdez Rivera (primer vocalista) no pudo viajar con ellos, por lo que integraron en su lugar a Arturo Cisneros, quien durante 31 años sería fundamental en el sonido del conjunto.

#### 1963: Tijuana, Baja California[1]
Estando en Tijuana, se dieron cuenta de que las cosas no serían fáciles. En las noches, después de tocar, dormían en su automóvil; para acomodarse ponían los instrumentos arriba del toldo, y se turnaban para hacer guardia, y cuidar que éstos no desaparecieran.
Tenían mucho que aprender sobre aquella ciudad fronteriza, su mosaico de culturas y sus géneros musicales. Esa fue su gran escuela: conocieron a muchos músicos talentosos, y de todos aprendían algo. En cierta ocasión, Fernando se lastimó un dedo y no pudo tocar el bajo. Uno de aquellos amigos músicos, Javier Virgen, lo reemplazó durante un mes y terminó quedándose en el grupo para cantar en inglés los éxitos del momento. 

#### 1964 - 1967: Primeras grabaciones
En 1964, bajo el sello Peerless, grabaron su primer disco de larga duración (LP), entonces cambiaron el nombre de The Freddy Boys por Los Freddy's, y publicaron su primer álbum denominado Los Freddy's. La producción consta de 10 canciones, entre las cuales cuatro fueron éxitos indiscutibles en todo México: "Diciéndote te quiero" (composición de Antonio González Padilla), "Sin razón para vivir" (adaptación en español a la canción "Tired of waiting for you", éxito de The Kinks en 1964), "Sueño feliz" y "Ven, dame tu fe" ambas composición de Antonio González Padilla. En la portada del disco figuran de pie (de izquierda a derecha): Fernando Tapia, José Luis Tapia y Valentín Terrones; y en cuclillas (de izquierda a derecha): Arturo Cisneros, Artemio Chávez y Javier Virgen.
En 1965 salió a la venta su segundo LP de 10 pistas denominado Buscando Un Amor. Cuatro de sus canciones nuevamente destacaron en todo el país: "Tu ingratitud", "Soñé que te besé'' y "Lupe", muy al estilo del rock and roll, adaptación en español a la canción "Hang On Sloopy", éxito de The McCoys.
En 1966 se publicó el tercer LP, Sufrirás Sin Mi, con otros cuatro éxitos indiscutibles como «Cerca de tu boca», «Sufriras sin mi», «Eterno amor» y «Amor indio».
En 1967 tuvieron un tropiezo con el LP La Flaca, en el que se incluyeron canciones que no correspondían al corte romántico que caracterizaba a Los Freddy's, por lo que este trabajo no fue bien recibido por el público. Por ejemplo, en la canción que le dio título al disco "La flaca" pretendieron ser graciosos; con "Pulpa de tamarindo" experimentaron en el género tropical; y su versión de "Penny Lane" no pudo ser más desafortunada, pues el letrista en español no entendió que se trataba del nombre de una calle de Liverpool, Inglaterra y no el de una muchacha. Por si todo eso fuera poco, la fotografía de la portada era de pésimo gusto, presentando a una joven que, más que impresionar por su flacura, tenía aspecto de trabajadora sexual. Aun así, el disco tuvo aspectos rescatables: en "Pulpa de tamarindo", utilizaron por primera vez el piano, mientras que en "Penny Lane" utilizaron trompeta; por otro lado "Mirando al cielo" fue una agradable versión en español de "I reached for a star". 

#### 1968
El LP "Mató Mi Corazón" representó para Los Freddy's un reencuentro con su rumbo musical, y marcó la adicción de un nuevo instrumento y un nuevo integrante del grupo: el órgano, a cargo de Esteban "El Chester" Rodríguez. La canción que le dio título al disco (composición de Antonio González Padilla) fue un hit de enormes proporciones. Otros éxitos de ese acetato son: "Vuelve Mi Amor" (versión en español de "Never My Love" de The Association, de 1967, reescrita por Arturo Cisneros), "Perdóname Señor" (composición de Alfonso Martínez) y "Tu Ingratitud" (composición de Enrique Gómez Llanos Páez).
Inexplicablemente, el vocalista Arturo Cisneros no apareció con el grupo en la oscura foto de la portada del LP. Mientras que en la foto de la contraportada sí aparece Cisneros, pero no está Esteban Rodríguez,  lo cual daba la impresión de que Los Freddy's seguían siendo un grupo de seis.
En ediciones posteriores del álbum Mató Mi Corazón, el título de la canción "Acércate a Mi Lado" (composición de Andrés Gómez Padilla) aparece erróneamente como "Perdóname Mi Vida" (que son las palabras con las que empieza la letra).

#### 1969
Este año marcó el fin de la era de Antonio González Padilla. En 1969 grabaron un nuevo LP con el nombre de Obsesión, del cual obtuvieron cuatro nuevos éxitos: "Obsesión" (composición de Pedro Flores); "Mis Noches Sin Ti" (de María Teresa Márquez y Demetrio Ortiz); "Toda Una Vida" (de Oswaldo Farrés); y "Divina Ilusión" (versión cantada en español de la pieza clásica de Frederic Chopin "Etude in E Mayor 'Tristesse'"). En menor grado sonaron en la radio "Sinceramente" (de Óscar Flores) y "Abril llegó", versión en español de "Seventeen Ain't Young", grabada por The Archies en 1968.
La foto de la portada presentaba una hermosa joven rubia y tres guitarras eléctricas. La foto de la contraportada era la misma del LP Mató Mi Corazón  por lo que el organista Esteban "El Chester" Rodríguez no figuró en la funda del álbum, a pesar de que era ya su segundo con la agrupación (la disquera Peerless era tacaña, a pesar de que el grupo generaba grandes ventas de discos). En dicha foto se ve arriba a Valentín Terrones, en la siguiente fila (de izquierda a derecha) Fernando Tapia y Javier Virgen; y en primer plano (de izquierda a derecha) vemos a Arturo Cisneros, José Luis Tapia y Artemio Chávez.
Si el LP "La Flaca" no se toma en cuenta, el disco "Obsesión" fue el primero que no incluyó ninguna composición de Antonio González Padilla, a cuya inspiración le debían Los Freddy's sus más grandes éxitos hasta ese entonces. Al parecer, la fructífera relación de cuatro años entre el compositor y el grupo había terminado.

#### 1970 -Sin tu amor
El año de 1970 significó para Los Freddy's su consolidación como un grupo romántico popular moderno, muy escuchado en las radiodifusoras y en las rockolas de todo México, bien cotizado y sumamente solicitado para amenizar los mejores bailes. Pero lo que estaba por venir en ese mismo año, fue algo para lo que ni siquiera los propios integrantes del conjunto estaban preparados.
Sin Tu Amor salió a la venta, demostrando una ingeniería de grabación notoriamente superior; un Arturo Cisneros de voz mejor entrenada; un Artemio Chávez manejando diversos efectos de sonido en su requinto; un Valentín Terrones más fino en su batería; un Fernando Tapia más versado en el bajo; un José Luis Tapia más pleno en la guitarra de acompañamiento; un Javier Virgen más oportuno en la voz de respaldo; y un "Chester" Rodríguez evidentemente más hábil en el teclado. Todos en estaban en su mejor momento. Del disco "Obsesión" al "Sin Tu Amor" dieron un salto enorme.
Además, los arreglos musicales eran de primera, y ni qué decir de prácticamente todas las canciones seleccionadas para el LP, cuya portada, por cierto, fue la primera en que aparecieron juntos los siete integrantes de la agrupación.
La acostumbrada cuota de cuatro éxitos por LP quedó atrás para dar paso a un total de seis hits: "Sin Tu Amor" (versión en español de Arturo Cisneros de "The Way It Used To Be", éxito de Engelbert Humperdinck en 1969); "Aunque Me Hagas Llorar" composición de Freddy Fender; "Así es la Vida" composición de Manuel Chávez V.; "No Te Olvidaré" versión en español de Arturo Cisneros de "Release Me", de Engelbert Humperdinck en 1967; "Perdóname la Letra" de Chico Novarro, equivocadamente escrito como "Navarro" en el álbum; y "Mi Fe en Ti'" composición de Enrique Gómez Llanos. Es justo añadir que "Sabor a Mar" de Leo Monzón y "Mañana Puedes Irte" de Chico Novarro fueron preciosas baladas que recibieron una radiodifusión aceptable.
Las dos canciones restantes: "Muere la Ilusión" versión en español de Arturo Cisneros de "Traces", éxito de Classics IV en 1969) y "Cansado" versión en español de "Groovin'", éxito de The Young Rascals en 1967, estaban francamente fuera de lugar, e incluso ésta última parecía haber sido grabada para algún LP anterior.
Otros dos aspectos notorios de este álbum fueron que de las diez canciones, seis fueron composiciones originales en español; y sólo en "Cansado" Arturo Cisneros no fue la voz principal (lo cual no volvió a suceder).
En síntesis, Sin tu amor fue un LP soberbio, un parteaguas que catapultó a Los Freddy's a un lugar privilegiado que habrían de ocupar a lo largo de la década de 1970 y que coincidió con el inicio de una larga lista de grupos seguidores de su estilo, como Los Zantos con Z "Nochecita", Los Muecas "Qué ironía", Los Chavos "Llorar por amor", Los Astros "Por qué no fui tu amigo", Los Tukas "Son tus ojos verde mar", etcétera.

#### 1971
Este año era de "Roberto y Roberto". El siguiente LP, Lágrimas Son (1971), mantuvo la calidad en la ingeniería de grabación, en el canto de Arturo, en los arreglos musicales y la ejecución de los instrumentos, pero sólo aportó dos éxitos rotundos: "Lágrimas Son" (de "Roberto Monná", en realidad Rosendo Montiel Álvarez) y "Ven" (de J. Guadalupe Ramírez). Otros dos sencillos merecían mucha mejor suerte: "Mi Mundo" (de Federico Méndez) y "Aunque Me Digan" (de Roberto López Gali y Jorge Ortega). Algunos críticos[¿quién?] consideran que no haber promovido la balada "Tu Amor" (de Roberto López Gali) fue una verdadera equivocación.
Puede ser que la compañía disquera y el grupo se hayan precipitado buscando aprovechar el éxito del anterior LP pero, si Los Freddy's estaban en los cuernos de la luna, no había necesidad de exponerse a comparaciones desventajosas "refriteando" canciones como "El Pecador" (composición de Rubén Fuentes acreditada a su hijo Alejandro Fuentes Roth), la cual fue previamente versionada por Alberto Vázquez, acompañado por tremenda orquesta; y "Como Antes" (de Taccari, Di Paoli y Panzeri), que en 1959 había sido un inobjetable éxito internacional de Los Cinco Latinos, cuya orquestación hacía palidecer los elementales instrumentos de Los Freddy's.
De este LP habría que destacar tres aspectos: 
1.- Fue el primero en que Arturo llevó la voz principal en todos los tracks.
2.- Fue el último en que participó el baterista fundador Valentín Terrones. 
3.- Marcó el inicio de la era de Roberto López Gali y "Roberto Monná" como proveedores de muy buenas composiciones para el grupo, en cuya discografía ambos serían más importantes aún que Antonio González Padilla en los '60s.
LP "Lágrimas Son" (1971), con cuatro éxitos: "Lágrimas Son", "Ven", "Mi Mundo" y "Aunque Me Digan".

#### 1972 - LP "Con Tu Adiós"
Creadores de un estilo original, dentro de la música romántica juvenil, los Freddy's proyectaban al mundo musical latinoamericano con gran justicia su calidad interpretativa. Es indiscutible que la gran sensibilidad de todos sus integrantes los llevó a realizar muchas obras musicales muy bien aplaudidas por la juventud que los tenía simplemente como favoritos. De este álbum destacaron éxitos como, "Con Tu Adiós" letra de Roberto Monná, "Tus Manos" de Sergio Serna, "Ay Amor" de Roberto López Gali, "Y Me Quedé' Con María" otro éxito de Roberto Monná. 
Este LP es el número 9 de Los Freddy's con bastante éxitos sin imaginarse lo que les esperaba con el número 10.

#### 1973 - LP "Quiero Ser Feliz"
Casi terminaba el año de 1973 y el grupo estaba por terminar lo que fuera su décimo LP titulado "Quiero Ser Feliz" que contenía los éxitos de título, igual la canción de José Ángel Rodríguez, "Nada gano con quererte" de Víctor Cordero, gran compositor de México, "Tu Inolvidable Sonrisa" de Marco Antonio Vázquez y otro éxito más de Roberto Monná "Es Mejor Decir Adiós". Los temas de este disco fueron cuidadosamente escogidos por los hermanos Tapia. 
Ya al terminar el disco, llega el gran compositor Homero Aguilar y les presenta la canción, "Déjenme llorar"; aunque no muy convencidos, deciden volver al otro día al estudio a grabarla y la disquera decide incluir el tema en el disco ya terminado, sin imaginarse que sería la canción que les abriría las puertas a toda América Latina, con más de un millón de copias vendidas, además de llegar al puesto número 1 en las listas de popularidad en México. El gran éxito del disco fue una sorpresa, sobre todo para el propio grupo.

#### 1974 - LP "Llegara' Tu Final"
En este LP Los Freddy's titulado "Llegara' Tu Final", tema de Rafael Armenta. Vuelven a colocar en el gusto del público éxitos de Roberto Monná "Si Acaso Vuelves", tema que se colocó rápidamente en el gusto de la gente casi en el mismo año al estar sonando con Vicente Fernández, la misma canción pero diferentes géneros, uno grupero y el otro ranchero. Sin embargo la canción que logró más éxito de este disco fue "Amigo Corazón", letra de Roberto Monná.

#### 1975
La disquera "Peerless" aprovecha el mejor momento de los Freddy`s y lanza al mercado un disco recopilatorio titulado "Déjenme Llorar - Época de Oro, Vol. 1".

##### LP "Aquel Amor"
Con la dirección artística de Carlos Garcialonso y un cover muy conocido por el pueblo de México, la canción "Aquel Amor" de nuestro querido maestro de la composición Agustín Lara y la contestación a "Dejenme Llorar", "Que Ganas Con Llorar", un tema muy bien aceptado de Ismael Armenta. También otros éxitos, de Roberto Monná como "Llévate" y "Reflexión". 

##### LP "Fuiste Mala"
Los éxitos seguían y Los Freddy's seguían vendiendo discos como pan caliente por lo que la disquera optó por grabar el tercer disco LP de 1975 "Fuiste Mala" con gran aceptación y con ritmos diferentes y guapachosos, como la canción del título del LP.

#### Siguientes LP
- 1976 - LP "Un Sentimiento".
- 1977 - LP "Cariñito Malo".
- 1978 - LP "Por Que' No Perdonar".
- 1979 - LP "Celoso".
- 1980 - LP "El Tren".
- 1981 - LP "El Primer Tonto".
- 1984 - LP "Y Me Enamore'".
- 1985 - LP "No Quiero Que Me Engañes".
- 1986 - LP "Por Segunda Vez".
- 1987 - LP "Sentimiento y Sabor".
- 1988 - LP "Vida Nueva" En la portada se ven de izquierda a derecha: Raziel De Lugo, Fernando Tapia, Carlos De León, José Luis Tapia, Pedro Íñiguez, Arturo Cisneros, Arturo (Chicho) Linares, Roberto Puentes.
- 1991 - LP "La Organización Romántica de México '91".
- 1992 - LP "30 Años Después".
- 1994 - LP "Gracias Pueblo Mío"

Este disco fue el último que grabó Arturo Cisneros con Los Freddy's. El 29 de agosto de 1994, Arturo Cisneros dejó oficialmente a la agrupación para seguir su carrera como solista, grabando 5 discos. En julio de 1997 decide formar la agrupación "Arturo Cisneros y sus Freddys" con tres antiguos miembros del grupo original (Raziel de Lugo, Ruperto López y Octavio Aguilar).

## Discografía
Álbumes grabados por Peerless contienen números de identificación que comienzan "LPPU-..."
Álbumes vendidos en los Estados Unidos contienen números de identificación que comienzan "ECO-..."

### Álbumes de estudio
- 1964: Los Freddy's (ECO-386)
- 1965: Buscando Un Amor (ECO-471)
- 1966: Sufrirás Sin Mi (ECO-522)
- 1967: La Flaca (ECO-589)
- 1968: Mató Mi Corazón (ECO-748)
- 1969: Obsesión (ECO-762)
- 1970: Sin Tu Amor (ECO-895)
- 1971: Lágrimas Son (ECO-969)
- 1972: Con Tu Adiós (ECO-25073)
- 1973: Quiero Ser Feliz (ECO-25109)
- 1974: Llegará Tu Final (ECO-25242)
- 1975: Aquel Amor (LPPU-10021)
- 1975: Fuiste Mala (LPPU-10027)(ECO-25442)
- 1976: Un Sentimiento (LPPU-10035)
- 1977: Cariñito Malo (ECO-25602)
- 1978: Por Qué No Perdonar (ECO-25747)
- 1979: Celoso (ECO-25863)
- 1980: El Tren (ECO-25941-2)
- 1981: El Primer Tonto
- 1984: Y Me Enamoré
- 1985: No Quiero Que Me Engañes
- 1986: Por Segunda Vez
- 1987: Sentimiento y Sabor
- 1988: Vida Nueva
- 1991: La Organización Romántica de México '91 (Fonovisa)
- 1992: 30 Años Después
- 1994: Gracias Pueblo Mío

### Álbumes recopilatorios
- 1974: Época de Oro, Vol. 1 (LPPU-10014)
- 1978: 10 Éxitos (1968-1972)
- 1983: 10 Éxitos Con Banda
- 1988: 15 Éxitos
- 2003: 30 Inolvidables
- 1984: 16 Éxitos de Freddy's

## Éxitos
- Wooly Bully (1964)
- Muchachos (1964)
- Diciéndote Te Quiero (1964)
- Buscando Un Amor (1965)
- Sufrirás Sin Mí (1966)
- La Flaca (1967)
- Penny Lane (1967)
- Mató Mi Corazón (1968)
- Vuelve Mi Amor (1968)
- Toda Una Vida (1969)
- Mis Noches Sin Ti (1969)
- Aunque Me Hagas Llorar (1970)
- Sin Tu Amor (1970)
- Así es La Vida (1970)
- No Te Olvidare' (1970)
- Lágrimas Son (1971)
- Ven (1971)
- Con Tu Adiós (1972)
- Tus Manos (1972)
- Déjenme Llorar (1973)
- Es Mejor Decir Adiós (1973)
- Tu Inolvidable Sonrisa (1973)
- Si acaso Vuelves (1974)
- Llegará tu Final (1974)
- El Cariño Que Perdí (1974)
- Que Ganas con Llorar (1975)
- Ni Con Treinta Monedas (1979)
- El Tren (1980)
- El Primer Tonto (1981)